# Armenija

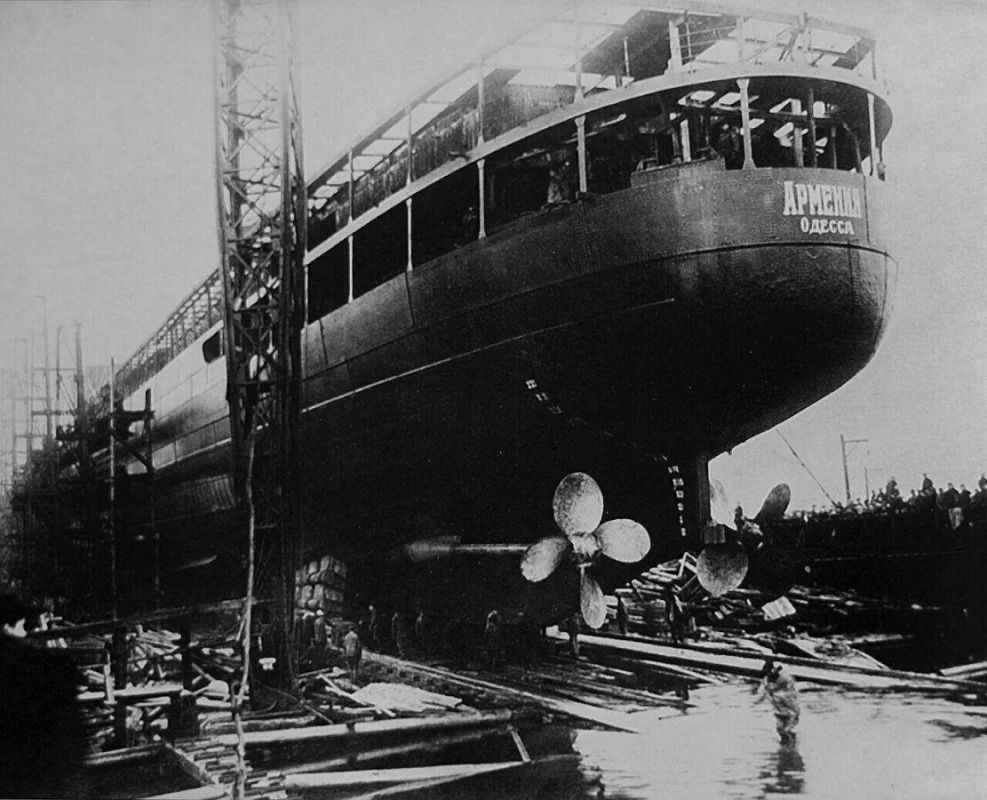
Armenija auf einer Werft

Die Armenija bzw. Armeniya (russisch Армения für Armenien) war ein sowjetisches Passagierschiff, das im November 1928 in Leningrad auf der Baltischen Schiffswerft vom Stapel lief. Das Schiff war 112,15 Meter lang, 15,54 Meter breit und war mit 4.727 BRT vermessen. Der Tiefgang lag bei rund 7,6 Metern. Zwei sechszylindrige Dieselmaschinen mit zusammen 4.000 WPS ermöglichten dem Schiff eine Höchstgeschwindigkeit von etwa 12,5 Knoten (ca. 23 km/h). Ausgelegt war die Armenija für maximal etwa 980 Passagiere und rund 1.500 Tonnen Fracht. Das Schiff diente bis zum Kriegsausbruch als Passagierschiff im Schwarzen Meer und wurde später vor allem durch die mit sehr hoher Opferzahl verbundene Versenkung im November 1941 bekannt.

## Widersprüchliche Quellenlage
Die teils präsentierte Faktenlage über den Vorfall ist mit etwas Vorsicht zu betrachten. Weder ist der genaue Ablauf der Tragödie vollständig bekannt, noch wurde – bedingt durch die lange Zeit der Geheimhaltung in der früheren Sowjetunion – mit Sicherheit geklärt, welchen Status das Schiff tatsächlich besaß und ob das Schiff, obwohl (vermutlich) inoffiziell zu einem Hospitalschiff deklariert, als irregulärer Truppentransporter eingesetzt wurde. In als weitgehend zuverlässig geltenden Quellen, welche die Missachtung von Lazarettschiffen durch feindliche Streitkräfte im Krieg zum Inhalt haben, findet sich indessen kein Eintrag über das Schicksal eines sowjetischen Hospitalschiffes Armenija. Es ist zudem teilweise unklar, welche Art von Personen und wie viele Menschen sich genau an Bord befanden (obgleich es zumeist Verwundete gewesen sein dürften).

## Vorgeschichte und frühere Einsätze derArmenija
In der Zeit vor dem verhängnisvollen Tag, an welchem das Schiff sank, wurde die Armenija als Truppentransporter eingesetzt. Unter anderem evakuierte das Schiff gemeinsam mit fünf anderen Dampfern unter dem Schutz von Kriegsschiffen zwischen dem 3. und dem 6. Oktober 1941 Teile der sowjetischen 157. Schützendivision von Odessa nach Sewastopol. Ab dem 9. Oktober 1941 evakuierte die Armenija gemeinsam mit drei weiteren Transportern unter dem Schutz des Leichten Kreuzers Komintern sowie des Zerstörers Schaumjan und dreier Schnellboote Soldaten, Material und Arbeitskräfte aus Odessa. Eine weitere große Evakuierungsfahrt von Odessa aus fand zwischen dem 13. und dem 21. Oktober 1941 statt. In dieser Zeit lief das Schiff unter dem Schutz von Kriegsschiffen und transportierte Soldaten sowie kriegswichtige Güter. Es war nicht als Lazarettschiff gekennzeichnet.

## Ablauf des Untergangs
Nach der Verschärfung der militärischen Lage um und in Sewastopol wurde Anfang November 1941 überstürzt eine Räumung der Hospitäler in der Stadt angeordnet. Die Armenija nahm in diesem Zusammenhang am 6. November 1941 rund 4.000 Verwundete sowie Angehörige des medizinischen Personals aus insgesamt elf Lazaretten in Sewastopol auf und lief in Richtung Jalta aus, wo das Schiff am Morgen des 7. Novembers 1941 etwa gegen 6.30 Uhr eintraf. Dort wurden – vermutlich – noch einmal etwa 700 bis 800 Menschen an Bord genommen. Der Kommandant der Armenija, Kapitän Wladimir Plauschewski, ignorierte jedoch aus nicht genau bekannten Gründen den Befehl der zuständigen Marinestellen in der Stadt, auf Geleitschutz zu warten. Er lief gegen 8.00 Uhr morgens ohne Eskorte aus Jalta aus und nahm Kurs auf das nur etwa 20 Kilometer entfernte Gursuf. Weshalb dies geschah und weswegen Kapitän Plajschewski einen direkten Befehl missachtete, ist nicht bekannt. Unklar ist auch, weswegen sich das Schiff nicht in Küstennähe bewegte, sondern einen Bogen über die hohe See schlug. Möglicherweise versuchte der Kapitän, die in Küstennähe vermuteten Seeminen zu umgehen. Als halbwegs gesichert kann aber gelten, dass das Schiff auf seiner letzten Reise (regulär) schätzungsweise 4.700 bis 4.800 Menschen an Bord hatte. Inoffiziell könnten es aber deutlich mehr als 5.000 Personen gewesen sein.
In diesem Zustand wurde die Armenija vor Gursuf am 7. November, etwa gegen 11.25 Uhr, von vermutlich einem einzelnen (auch hier sind die Angaben widersprüchlich, möglicherweise waren es auch drei Maschinen) deutschen Heinkel-He-111-Bomber der in Seschtschinskaja stationierten II. Gruppe des Kampfgeschwaders 28 (Oberst Ernst-August Roth) angegriffen. Unklar ist, ob es sich um einen Bombenangriff oder eine Attacke mit Lufttorpedos gehandelt hat (die Quellen widersprechen sich hier, wobei häufiger von einem Torpedoangriff berichtet wird). Im Kriegstagebuch des Kampfgeschwaders 28 ist der Angriff auf die Armenija verzeichnet, wobei jedoch wiederum nicht von einem Lazarettschiff die Rede ist, sondern von einem Truppentransporter. Das Schiff erhielt mindestens einen Treffer, welcher im Bugbereich einschlug und schwere Schäden anrichtete. Innerhalb von nur vier Minuten sank der Transporter und riss fast alle am Bord befindlichen Menschen mit in die Tiefe. Nur acht Personen (nach anderen Quellen nur drei) überlebten die Katastrophe.

## Klassifizierung als Lazarettschiff
Verschiedene Quellen geben an, dass die Armenija ein Lazarettschiff war; so soll das Schiff bereits im August 1941 zu einem Verwundetentransporter deklariert worden sein. Das kann darauf hindeuten, dass die Deutschen im Rahmen des Vernichtungskrieges eines ihrer vielen Kriegsverbrechen an der Ostfront begingen und dies anschließend mit einer irreführenden Klassifizierung als Truppentransporter verschleierten. Sollte das Schiff tatsächlich als Truppen- und Materialtransporter genutzt worden sein, wäre das ein Verstoß von sowjetischer Seite gegen die völkerrechtlichen Vorgaben zur Nutzung von Hospitalschiffen (nicht aber von Verwundetentransportern!) gewesen, da entsprechend der Genfer Konventionen gekennzeichnete Krankentransportfahrzeuge nicht für Truppenverlegungen und den Transport von Waffen und Munition genutzt werden dürfen. Zudem ist problematisch, dass die Sowjetunion selbst die Genfer Konventionen von 1929, in der auch der Status von Lazarettschiffen behandelt wurde, nicht unterzeichnet hatte.

## Untersuchung des Wracks
Eine genauere Untersuchung des Wracks, das in etwa 470 Metern Tiefe auf dem Grund des Schwarzen Meeres liegt, hat bisher nicht stattgefunden. Im September 2008 sorgte die Armenija für Verstimmungen zwischen Russland und den Vereinigten Staaten, als das amerikanische hydrographische Forschungsschiff Pathfinder die Bucht von Sewastopol anlief und vorgab, nach dem Wrack der Armenija suchen zu wollen. Die russische Seite indessen verdächtigte die Amerikaner der Spionage.

## Gedenkgebäude
- Kapelle in Jalta.
- Das Tempelfeuer von St. Nikolaus in Malorechenskoye und das Water Desaster Museum.